# Compagnie royale d'assurances contre l'incendie

Compte rendu de la Compagnie royale d'assurances contre l'incendie, 1824 (Fondazione Mansutti, Milano).

La Compagnie royale d'assurances contre l'incendie  è stata una compagnia di assicurazione francese, con sede a Parigi.
Nel 1786 la società ottenne il monopolio sulle assicurazioni per quindici anni ed è la prima in Francia a praticare questo servizio. Tuttavia, nel 1794 il suo socio fondatore fu incarcerato dai rivoluzionari con l'accusa di aggiotaggio e, soprattutto, di aver esportato fondi all'estero: per questa ragione la società fu liquidata. Nel 1816 alcuni amministratori, tra cui il finanziere Jacques Laffitte, rifondarono la compagnia, aprendosi ai rami delle assicurazioni marittime, vita e incendio. Lo statuto della compagnia prevedeva un premio fisso e la partecipazione degli assicurati agli utili.